# Bidegoyan
Bản mẫu:Thông tin đô thị Tây Ban Nha
Bidegoyan  là một đô thị trong tỉnh Guipúzcoa thuộc cộng đồng tự trị Xứ Basque, Tây Ban Nha. Đô thị này có diện tích 13,37 km2, dân số là 483 người.